# AIG Japan Open Tennis Championships 2002
Die AIG Japan Open Tennis Championships 2002 waren ein Tennisturnier der WTA Tour 2002 für Damen und ein Tennisturnier der ATP Tour 2002 für Herren in Tokio, welche zeitgleich vom 28. September bis 6. Oktober stattfanden.